# Кампанарело (Авелино)
Кампанарело је насеље у Италији у округу Авелино, региону Кампанија.
Према процени из 2011. у насељу је живело 1513 становника. Насеље се налази на надморској висини од 362 м.